# Сет Саарінен
Сет Саарінен (фін. Seth Saarinen, нар. 5 травня 2001, Гельсінкі, Фінляндія) — фінський футболіст, захисник нідерландського клубу «Де Графсхап».

## Ігрова кар'єра

### Клубна
Сет Саарінен є вихованцем клубної академії столичного ГІКа. У 2017 році він проходив стажування в швейцарському «Цюриху». Але через рік повернувся до Фінляндії, де почав свої виступи у фарм-клубі ГІК «Клубі 04».
В грудні 2019 року саарінен підписав річний контракт з клубом «Гака». Наприкінці сезону 2020 року контракт продовжили ще на два роки. Перед початком сезону 2023 року Саарінен як вільний агент перейшов до клубу КуПС, з яким виграв національний кубок та чемпіонат Фінляндії.
У вересні 2024 року стало відомо, що в січні 2025 року Саарінен перейде до нідерландського клубу «Де Графсхап». Контракт підписано на два з половиною роки з опцією продовження ще на рік.

### Збірна
Сет Саарінен провів кілька матчів у складі юнацьких збірних Фінляндії.

## Титули
КуПС
 Чемпіон Фінляндії: 2024
 Переможець Кубка Фінляндії: 2024